# Вайлдвуд (Флорида)
Вайлдвуд (англ. Wildwood) — місто (англ. city) в США, в окрузі Самтер штату Флорида. Населення — 15 730 осіб (2020).

## Географія
Вайлдвуд розташований за координатами 28°47′35″ пн. ш. 82°0′43″ зх. д. / 28.79306° пн. ш. 82.01194° зх. д. (28.792974, -82.011832).  За даними Бюро перепису населення США в 2010 році місто мало площу 103,50 км², з яких 93,13 км² — суходіл та 10,37 км² — водойми.

## Демографія
Згідно з переписом 2010 року, у місті мешкало 6709 осіб у 2962 домогосподарствах у складі 1979 родин. Густота населення становила 65 осіб/км².  Було 4464 помешкання (43/км²).
Расовий склад населення:
| - 74,7 % — білих - 21,0 % — чорних або афроамериканців - 1,1 % — азіатів - 0,4 % — корінних американців - 1,2 % — осіб інших рас |

До двох чи більше рас належало 1,5 %. Частка іспаномовних становила 5,6 % від усіх жителів.
За віковим діапазоном населення розподілялося таким чином: 17,3 % — особи молодші 18 років, 50,4 % — особи у віці 18—64 років, 32,3 % — особи у віці 65 років та старші. Медіана віку мешканця становила 56,2 року. На 100 осіб жіночої статі у місті припадало 90,2 чоловіків;  на 100 жінок у віці від 18 років та старших — 87,7 чоловіків також старших 18 років.
Середній дохід на одне домашнє господарство  становив 53 714 долари США (медіана — 40 039), а середній дохід на одну сім'ю — 66 332 долари (медіана — 47 793). Медіана доходів становила 36 304 долари для чоловіків та 29 407 доларів для жінок. За межею бідності перебувало 20,9 % осіб, у тому числі 52,0 % дітей у віці до 18 років та 5,8 % осіб у віці 65 років та старших.
Цивільне працевлаштоване населення становило 1682 особи. Основні галузі зайнятості: освіта, охорона здоров'я та соціальна допомога — 19,4 %, мистецтво, розваги та відпочинок — 16,8 %, фінанси, страхування та нерухомість — 13,7 %, роздрібна торгівля — 13,3 %.